# نويمي غونزاليس
نويمي أرتيميسا غونزاليس (بالإنجليزية: Noemi Artemisa Gonzalez) ولدت في 3 يوليو 1988 في ريفرسايد، كاليفورنيا. هي ممثلة أمريكية.

## أعمالها

### أفلام
| سنة  | عنوان                | دور          | ملاحظات           |
| ---- | -------------------- | ------------ | ----------------- |
| 2011 | المتكلم              | فرناندا      | فيلم قصير         |
| 2011 | طائر أسود            | لانا         | فيلم قصير         |
| 2014 | نشاط خوارق: المميزون | إيفيت أريستا | الافراج عن مسرحية |
| 2015 | كوبالت 60            | إسمي         | فيلم قصير         |
| 2015 | أشرطة الفاتيكان      | ماريا        | الافراج عن مسرحية |
| 2017 | المربية الطيبة       | ماري         | فيلم تلفزيوني     |
| 2017 | آثار                 | كيت          |                   |
| 2020 | محصل الضرائب         | ديليا كويفاس |                   |

### تلفزيون
| سنة  | عنوان                | دور          | ملاحظات           |
| ---- | -------------------- | ------------ | ----------------- |
| 2011 | المتكلم              | فرناندا      | فيلم قصير         |
| 2011 | طائر أسود            | لانا         | فيلم قصير         |
| 2014 | نشاط خوارق: المميزون | إيفيت أريستا | الافراج عن مسرحية |
| 2015 | كوبالت 60            | إسمي         | فيلم قصير         |
| 2015 | أشرطة الفاتيكان      | ماريا        | الافراج عن مسرحية |
| 2017 | المربية الطيبة       | ماري         | فيلم تلفزيوني     |
| 2017 | آثار                 | كيت          |                   |
| 2020 | محصل الضرائب         | ديليا كويفاس |                   |

## روابط خارجية
- نويمي غونزاليس على موقع IMDb (الإنجليزية)
- نويمي غونزاليس على موقع قاعدة بيانات الفيلم (الإنجليزية)